# H.m.p. (estudio)
h.m.p., estilizado en minúsculas, abreviatura de Houyuu Media Produce (en japonés: 芳友メディアプロデ), es un estudio de cine pornográfico japonés, dedicado a la producción y venta de vídeos AV y a la comercialización de juguetes para adultos y accesorios sexuales. 

## Historia
La empresa, con sede en el barrio especial de Bunkyō, en Tokio, se fundó en 1981 con el nombre de Samm (サムビデオ, Samu Bideo), lo que la convierte en una de las firmas de vídeos para adultos más antiguas de Japón. El nombre del sello Samm procedía del sadomasoquismo y ese género dominaba los vídeos de la empresa a principios de la década de 1980, pero el rumbo cambió a mediados de esa década bajo la influencia de tres directores, Kaoru Toyoda, Ryutaro Kanno y Yukihiko Shimamura. En 1984 se creó el sello Miss Christine para vídeos con actrices solteras. El sello Tiffany llegó más tarde y fue popularizado por la actriz Hikaru Hoshino.
Entre las primeras actrices de AV que actuaron para h.m.p. se encontraban Keiko Nakazawa, que apareció para el sello Samm con el vídeo Pakkeeji Zenmen o Hyōji publicado en 1986; Rena Murakami, que debutó en el sello Miss Christine de la compañía en marzo de 1988; y la ídolo de AV Yumika Hayashi, que debutó con el vídeo de Miss Christine Shigamitsuku 18-sai: ojōsama wa shitanai en junio de 1989. En la década de los noventa, Maiko Yūki también debutó con el sello Miss Christine de h.m.p.
Aportando su particular estilo estaba el antiguo director y guionista de pinku eiga Shuji Kataoka, que se unió a la compañía a principios de los años 90. Otro director influyente en h.m.p. fue Company Matsuo, que realizó vídeos con el estudio a partir de 1996, cuando aún trabajaba principalmente para V&R Planning.

### Vídeos en UMD
En julio de 2005, h.m.p., junto con otras dos productoras audiovisuales japonesas (Glay'z y TMA), intentó ampliar su oferta a un nuevo medio. En esta controvertida aventura, mal vista por Sony, h.m.p. ofreció vídeos para adultos en Universal Media Disc (UMD), el formato de disco propietario utilizado en la PlayStation Portable (PSP). A principios de 2006, según la portavoz de la empresa, Yumiko Okazaki, las ventas en Japón "no eran malas", pero eran muy inferiores a las de los mismos títulos en DVD o VHS. Okazaki afirma que la empresa lanzará otra serie en 2006. También los ofrecía en el extranjero JList.com, cuyo fundador, Peter Payne, estimaba las ventas de discos UMD en unos 500 al mes. La provocativa campaña publicitaria de los discos PSP promocionaba las ventajas del porno portátil.
En los discos aparecían superestrellas de la h.m.p. como Risa Coda e Hikaru Koto y, además de dos horas de vídeo, muchos contenían minijuegos para adultos que se podían jugar en la PSP. El último de los discos salió a la venta el 21 de abril de 2006.